# 化处站
化处站是位于贵州省普定县化处镇的一个铁路车站，邮政编码562102。车站建于1964年，有沪昆铁路经过该站，现办理客货运业务，车站及其上下行区间均已电气化。车站距离贵阳站134公里，隶属成都铁路局贵阳车务段，是四等站。